# تيم كانون
تيم كانون (بالإنجليزية: Tim Cannon)‏ هو مطور برمجيات أمريكي، ولد في 11 سبتمبر 1979 في كامدين في الولايات المتحدة.